# Werkbahn des Eilenburger Chemiewerks
| Streckenlänge: | 17 km                  |                                                   |                               |
| Spurweite: | 1435 mm (Normalspur)   |                                                   |                               |
| |                        |                                                   |                               |
| Betreiber: | Eilenburger Chemiewerk |                                                   |                               |
| Bundesland: | Sachsen                |                                                   |                               |
| \| \| \| von Pretzsch \| \| \| \| \| Übergabebahnhof \| \| \| \| \| \| \| \| \| \| \| \| \| \| \| BÜ Kastanienallee \| \| \| \| \| nach Eilenburg \| \| \| \| \| Infrastrukturgrenze DR/ECW AG \| \| \| \| \| BÜ An der Dobritzmark \| \| \| \| \| BÜ An der Dobritzmark \| \| \| \| \| Wasserwerk \| \| \| \| \| Kohleentladestelle \| \| \| \| \| BÜ Kastanienallee \| \| \| \| \| \| \| \| \| \| Betriebsbahnhof \| \| \| \| \| BÜ Ziegelstraße (B 87) \| \| \| \| \| Abt. Decelith \| \| \| \| \| Warenausgang \| \| \| \| \| \| \| \| \| \| \| \| \| \| \| \| \| \| \| \| Abt. Peroxide \| \| \| \| \| \| \| \| \| \| \| \| \| \| \| Kalander 9 \| \| \| \| \| Abt. Celluloseacetat \| \| \| \| \| Abt. Celluloseacetat \| \| \| \| \| \| \| \| \| \| \| \| \| \| \| \| \| \| \| \| Containerbahnhof \| \| \| \| \| Verlängerung zum VEB Dermatoid nicht verwirklicht \| \| |                        |                                                   |                               |
| Strecke |                        | von Pretzsch                                      | von Pretzsch                  |
| Betriebs-/Güterbahnhof Streckenanfang (Strecke außer Betrieb) · Strecke |                        | Übergabebahnhof                                   | Übergabebahnhof               |
| Strecke von links (außer Betrieb) · Strecke quer (außer Betrieb) · Abzweig geradeaus und nach rechts (Strecke außer Betrieb) · Strecke |                        |                                                   |                               |
| Strecke (außer Betrieb) · Abzweig geradeaus und nach links (Strecke außer Betrieb) · Abzweig geradeaus und ehemals von rechts |                        |                                                   |                               |
| Strecke (außer Betrieb) · Bahnübergang (Strecke außer Betrieb) · ehemaliger Bahnübergang |                        | BÜ Kastanienallee                                 | BÜ Kastanienallee             |
| Strecke (außer Betrieb) · Strecke (außer Betrieb) · Strecke nach links |                        | nach Eilenburg                                    | nach Eilenburg                |
| Wechsel des Eisenbahninfrastrukturunternehmens (Strecke außer Betrieb) · Wechsel des Eisenbahninfrastrukturunternehmens (Strecke außer Betrieb) |                        | Infrastrukturgrenze DR/ECW AG                     | Infrastrukturgrenze DR/ECW AG |
| Bahnübergang (Strecke außer Betrieb) · Strecke (außer Betrieb) |                        | BÜ An der Dobritzmark                             | BÜ An der Dobritzmark         |
| Bahnübergang (Strecke außer Betrieb) · Strecke (außer Betrieb) |                        | BÜ An der Dobritzmark                             | BÜ An der Dobritzmark         |
| Strecke (außer Betrieb) · Strecke (außer Betrieb) |                        | Wasserwerk                                        | Wasserwerk                    |
| Blockstelle (Strecke außer Betrieb) · Strecke nach links (außer Betrieb) · Abzweig geradeaus und von rechts (Strecke außer Betrieb) |                        | Kohleentladestelle                                | Kohleentladestelle            |
| Strecke (außer Betrieb) · Bahnübergang (Strecke außer Betrieb) |                        | BÜ Kastanienallee                                 | BÜ Kastanienallee             |
| Abzweig geradeaus und von links (Strecke außer Betrieb) · Strecke quer (außer Betrieb) · Abzweig geradeaus und nach rechts (Strecke außer Betrieb) |                        |                                                   |                               |
| Dienststation / Betriebs- oder Güterbahnhof (Strecke außer Betrieb) · Strecke (außer Betrieb) |                        | Betriebsbahnhof                                   | Betriebsbahnhof               |
| Bahnübergang (Strecke außer Betrieb) · Bahnübergang (Strecke außer Betrieb) |                        | BÜ Ziegelstraße (B 87)                            | BÜ Ziegelstraße (B 87)        |
| Strecke (außer Betrieb) · Strecke (außer Betrieb) |                        | Abt. Decelith                                     | Abt. Decelith                 |
| Abzweig geradeaus und von links (Strecke außer Betrieb) · Strecke nach rechts (außer Betrieb) · Strecke (außer Betrieb) |                        | Warenausgang                                      | Warenausgang                  |
| Strecke nach links (außer Betrieb) · Abzweig geradeaus und von rechts (Strecke außer Betrieb) · Strecke (außer Betrieb) |                        |                                                   |                               |
| Abzweig geradeaus und von links (Strecke außer Betrieb) · Strecke quer (außer Betrieb) · Abzweig geradeaus und nach rechts (Strecke außer Betrieb) |                        |                                                   |                               |
| Strecke (außer Betrieb) · Strecke von links (außer Betrieb) · Abzweig geradeaus und nach rechts (Strecke außer Betrieb) |                        |                                                   |                               |
| Strecke (außer Betrieb) · Blockstelle (Strecke außer Betrieb) · Strecke (außer Betrieb) |                        | Abt. Peroxide                                     | Abt. Peroxide                 |
| Strecke (außer Betrieb) · Strecke nach links (außer Betrieb) · Abzweig geradeaus und von rechts (Strecke außer Betrieb) |                        |                                                   |                               |
| Strecke (außer Betrieb) |                        |                                                   |                               |
| Strecke (außer Betrieb) |                        | Kalander 9                                        | Kalander 9                    |
| Strecke (außer Betrieb) · Strecke (außer Betrieb) |                        | Abt. Celluloseacetat                              | Abt. Celluloseacetat          |
| Strecke (außer Betrieb) · Strecke (außer Betrieb) · Strecke (außer Betrieb) |                        | Abt. Celluloseacetat                              | Abt. Celluloseacetat          |
| Strecke (außer Betrieb) · Strecke (außer Betrieb) · Abzweig geradeaus und von links (Strecke außer Betrieb) · Strecke nach rechts (außer Betrieb) |                        |                                                   |                               |
| Strecke (außer Betrieb) · Abzweig geradeaus und von links (Strecke außer Betrieb) · Strecke nach rechts (außer Betrieb) |                        |                                                   |                               |
| Strecke nach links (außer Betrieb) · Abzweig geradeaus und von rechts (Strecke außer Betrieb) |                        |                                                   |                               |
| Dienststation / Betriebs- oder Güterbahnhof (Strecke außer Betrieb) |                        | Containerbahnhof                                  | Containerbahnhof              |
| |                        | Verlängerung zum VEB Dermatoid nicht verwirklicht |                               |

Die Werkbahn des Eilenburger Chemiewerks war eine normalspurige Werk- und Anschlussbahn der Chemiewerke in Eilenburg. Sie wurde als Anschlussbahn der Deutschen Celluloid-Fabrik am 23. September 1892 eröffnet und bis zum 31. Dezember 1998 betrieben. Die Betriebsführung, die zunächst der Preußischen Staatseisenbahn oblag, ging 1917 an das Unternehmen über, das dafür eine eigene Bahnabteilung gründete. Im Laufe ihres Bestehens wuchs die Werkbahn mit dem Chemiewerk mit. 1992 war sie 17 Kilometer lang und hatte 42 Weichen, darunter zwei Kreuzungsweichen. Damit war sie die größte Anschlussbahn der nordsächsischen Region und mit 106 Betriebsjahren auch eine der traditionsreichsten.
Für den innerbetrieblichen Verkehr verfügte das ECW zusätzlich über eine Schmalspurbahn mit 600 Millimeter Spurweite.

## Geschichte
Die Planungen für eine Werkbahn begannen bereits wenige Jahre nach der Eröffnung des Zelluloidwerks. Darin enthalten war auch der Anschluss zweier nahegelegenen Ziegeleien. Als Eröffnungsdatum gilt heute der 23. September 1892. Die durch den Ersten Weltkrieg bedingte hohe Nachfrage nach Schießbaumwolle brachte eine großzügige Betriebserweiterung mit sich, was von einem Ausbau der Anschlussbahn begleitet wurde. Es entstanden mehrere Ladestellen auf dem Betriebsgelände. Da die Gleise im zentralen Teil des Werkes (nördlich der Ziegelstraße) teilweise dem dort rechtwinkligen Straßennetz folgten, wurden für das Wenden der Lokomotiven und Wagen 17 muskelkraftbetriebene Drehscheiben installiert. Die Waggons wurden, nachdem sie gedreht worden waren, zum Teil per Seilwinde von den Drehscheiben herunter in die Produktionsgebäude gezogen.

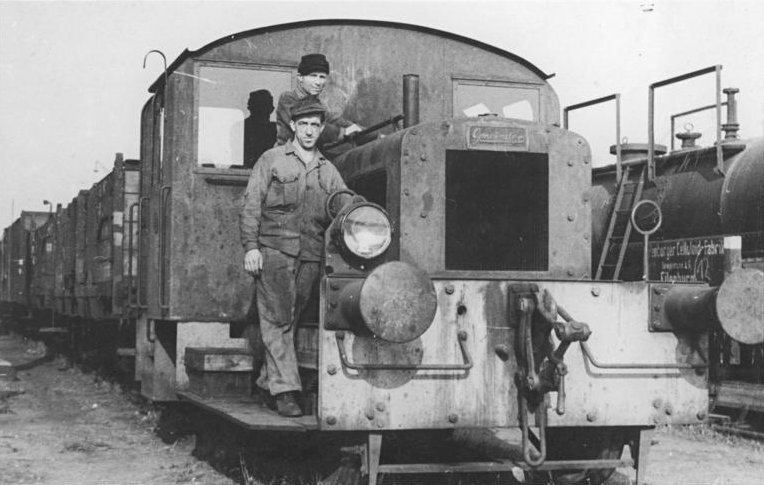
Die Kleinlokomotive Gmeinder N50 (Bj. 1942) wurde um 1969 zum Gerätewagen umgebaut und war bis zur Betriebseinstellung im Bestand. (Aufnahme 1949)

Der gestiegene Umfang des Güterverkehrs erforderte die Gründung einer werkseigenen Bahnabteilung, auf die die Betriebsführung 1917 überging. Dafür standen zu Beginn zwei Lokomotiven zur Verfügung, zum einen eine Dampfspeicherlokomotive, die in den explosionsgefährlichen Betriebsteilen der Nitrozellulose- und Zelluloid-Herstellung zum Einsatz kam, sowie eine Dampflokomotive zur Beförderung der Übergabegüterzüge zwischen dem Betriebsbahnhof und dem Anschlussbahnhof. Mit der Etablierung der neuen Produktlinie Decelith erweiterten sich ab 1936 die Aufgaben der Bahn ein weiteres Mal, was sich auch in der Erweiterung des Betriebsbahnhofs niederschlug. Gleichzeitig wurde der seit Betriebsaufnahme der Werkbahn bestehende und seit 1918 nicht mehr benötigte Anschluss an eine Ziegelei zurückgebaut. Die im Zweiten Weltkrieg erfolgte Umstellung auf Kriegsproduktion sorgte wieder für ein starkes Ansteigen des Güterverkehrsaufkommens. Um es zu bewältigen, schaffte der Betrieb 1944 eine stärkere Dampfspeicherlok an. Sie war allerdings zu schwer für die manuellen Drehscheiben, so dass ihre Einsatzfähigkeit beschränkt war und sie etwa 1957 an die Filmfabrik Wolfen abgegeben wurde.
Nach dem Zweiten Weltkrieg standen sowohl der Fortbestand des Chemiewerks als auch der Werkbahn in Frage. Der schlechte Zustand der Infrastruktur und der Mangel an Fachkräften erschwerten die Betriebsaufnahme nach dem Krieg. Nachdem die Gesamtdemontage des Chemiewerks 1946 endgültig abgewendet war, konnten neue Investitionen getätigt werden. So wuchs das Werkbahnnetz um die Anschlüsse der neueröffneten Peroxidabteilung (1948) und der Celluloseacetatabteilung (1963) im Norden sowie des Wasserwerks (1964) im Süden des Betriebsgeländes. Zur gleichen Zeit entstand in der Kastanienallee ein neuer Kohlebunker. Im Gegenzug gingen der mittlere der drei Bahnübergänge über die Ziegelstraße und die Zuführgleise zum alten Heizwerk außer Betrieb. Insgesamt wuchs die Werkbahn in dieser Zeit um mehrere Kilometer. Gleichzeitig wurden die meisten Drehscheiben ausgebaut und durch Weichen ersetzt. Übrig blieben zwei mittlerweile auf elektrischen Betrieb umgestellte Drehscheiben am Wasserturm und an der Betriebskantine.  In den 1960er Jahren wurden neue Dieselloks der Baureihe V 15 und Dampfspeicherloks des RAW Meiningen angeschafft. Der Einsatz der Dieselloks wurde allerdings bald reduziert, da Dieselkraftstoff nicht ausreichend zur Verfügung stand.

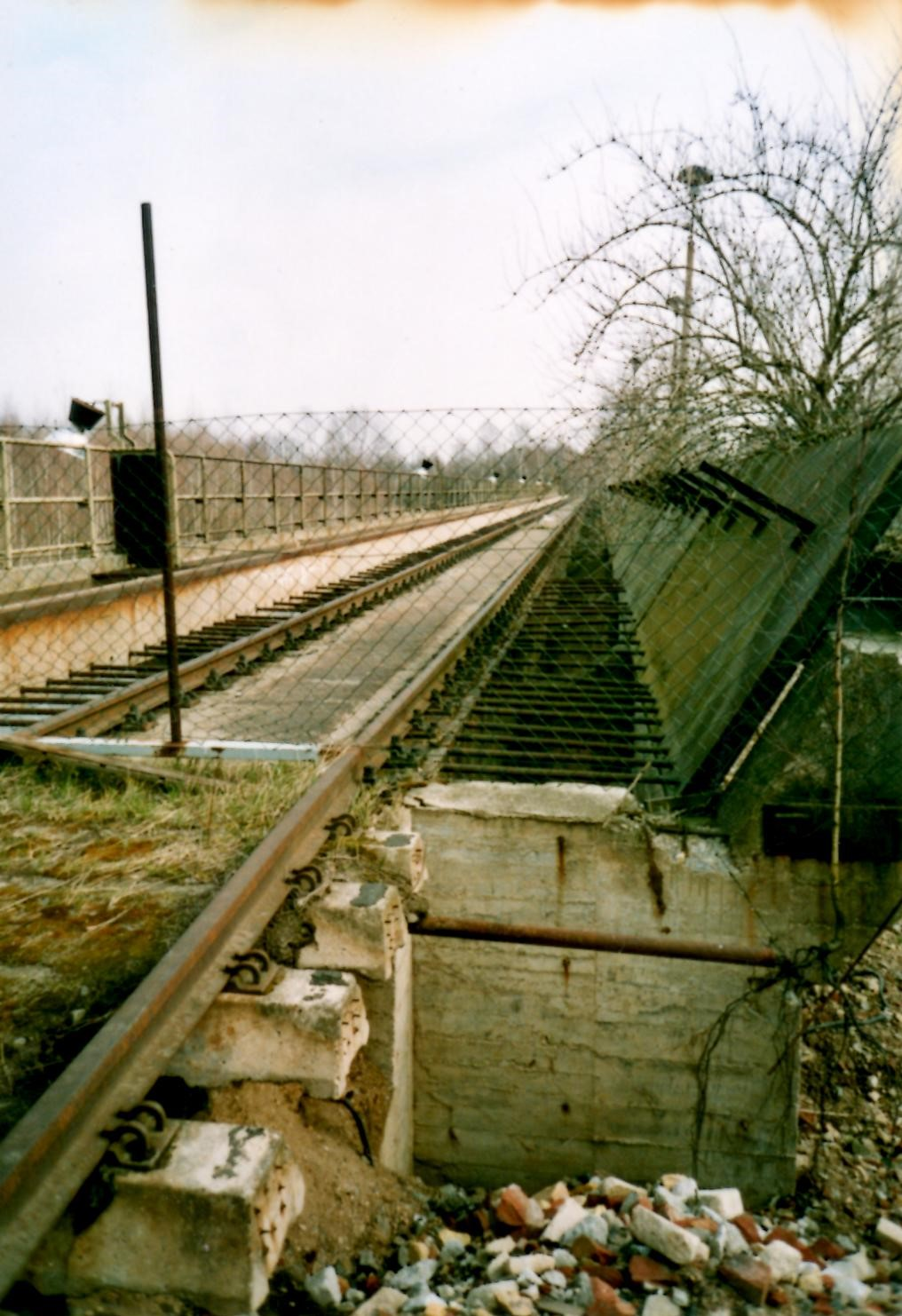
Kohleentladestelle aus dem Jahr 1964 (2004)
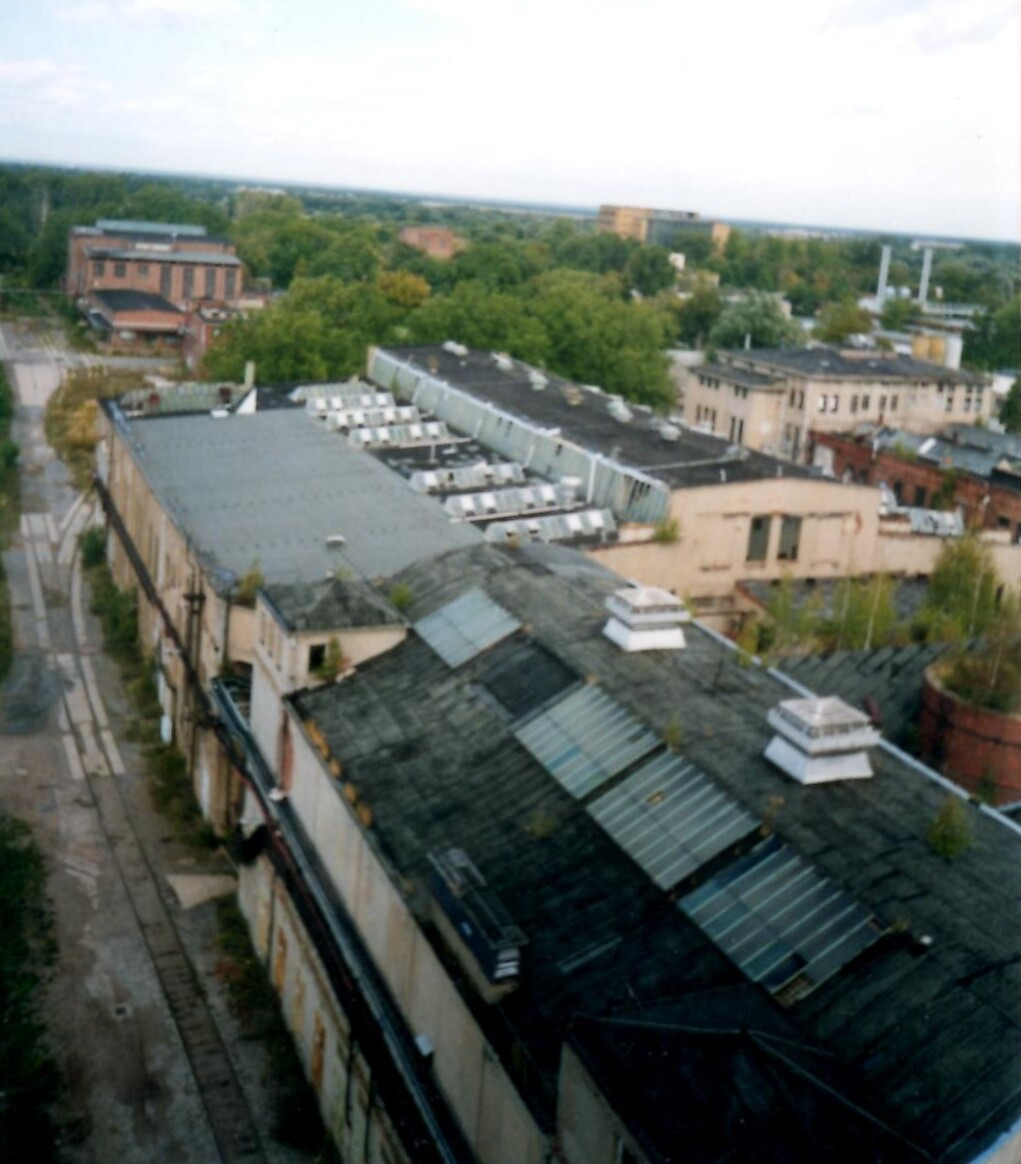
Werkbahngleis 2 Richtung Norden, Abzweig zum Containerbahnhof und zur Peroxid-Abteilung (2004)
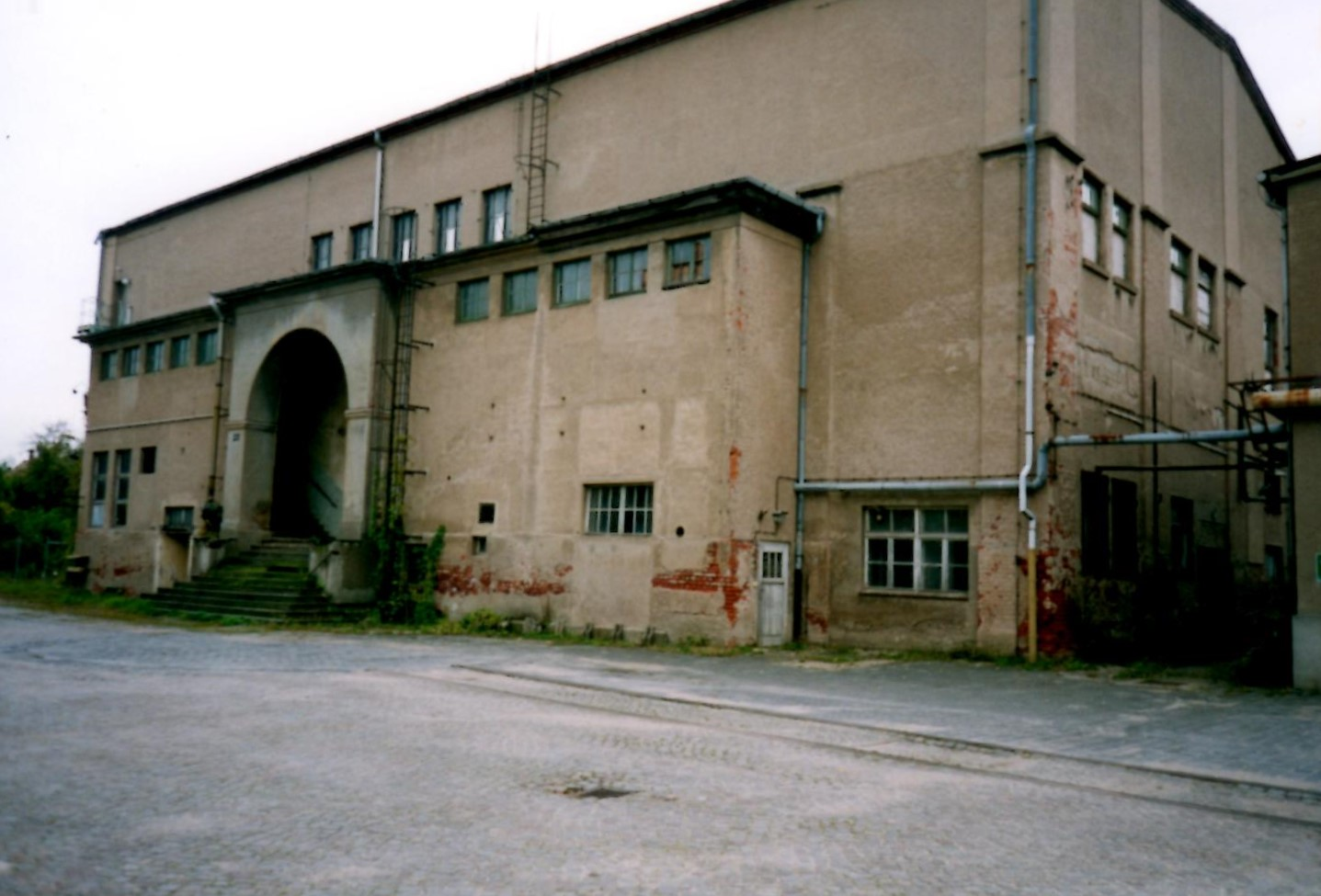
Ausgebaute Drehscheibe vor dem ehemaligen Kulturhaus, von rechts kommend das Werkbahngleis 7 (2004)
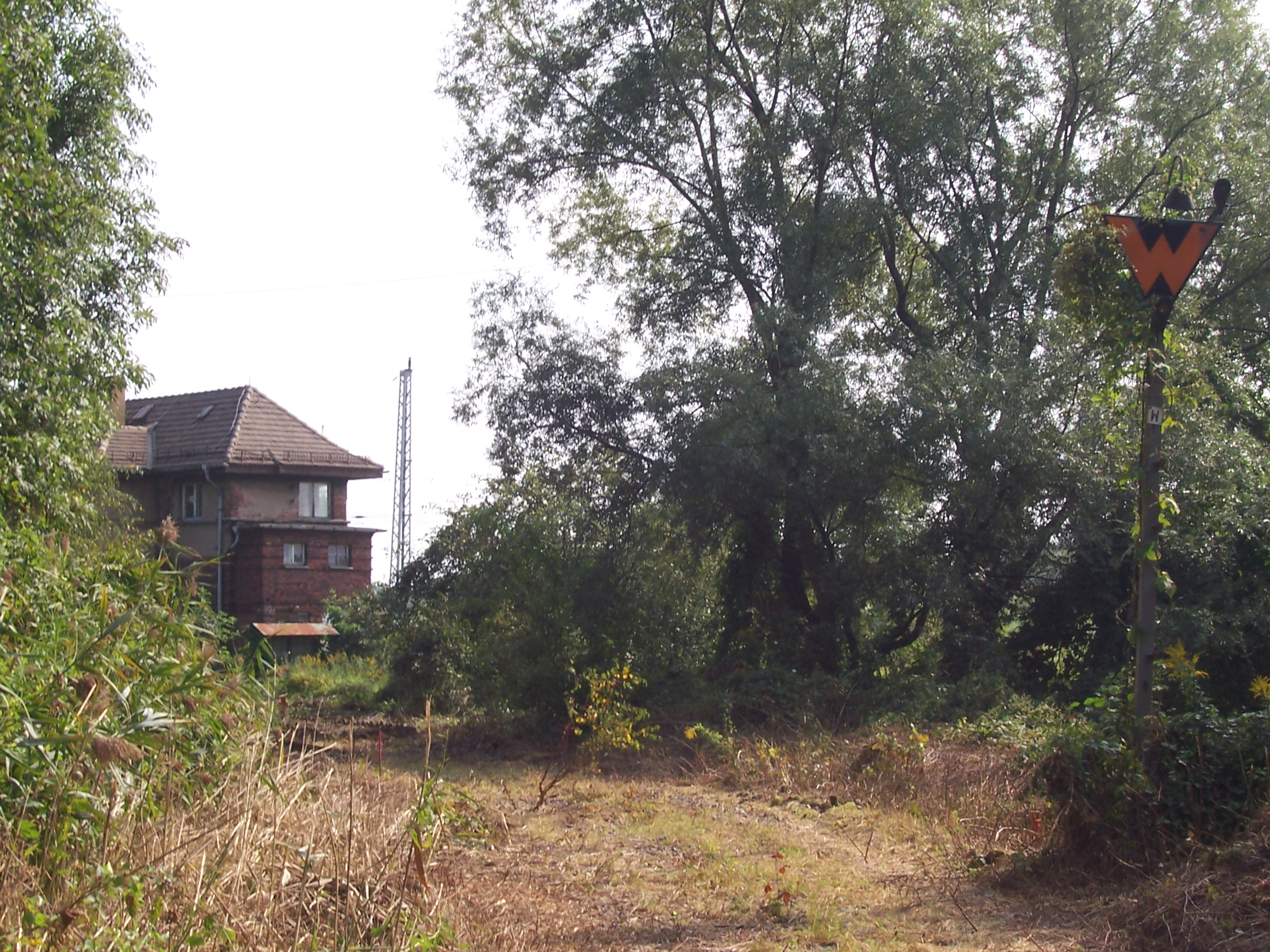
Trasse des westlich zum Werk führenden Gleises mit Blick zum Stellwerk Aw (2007)
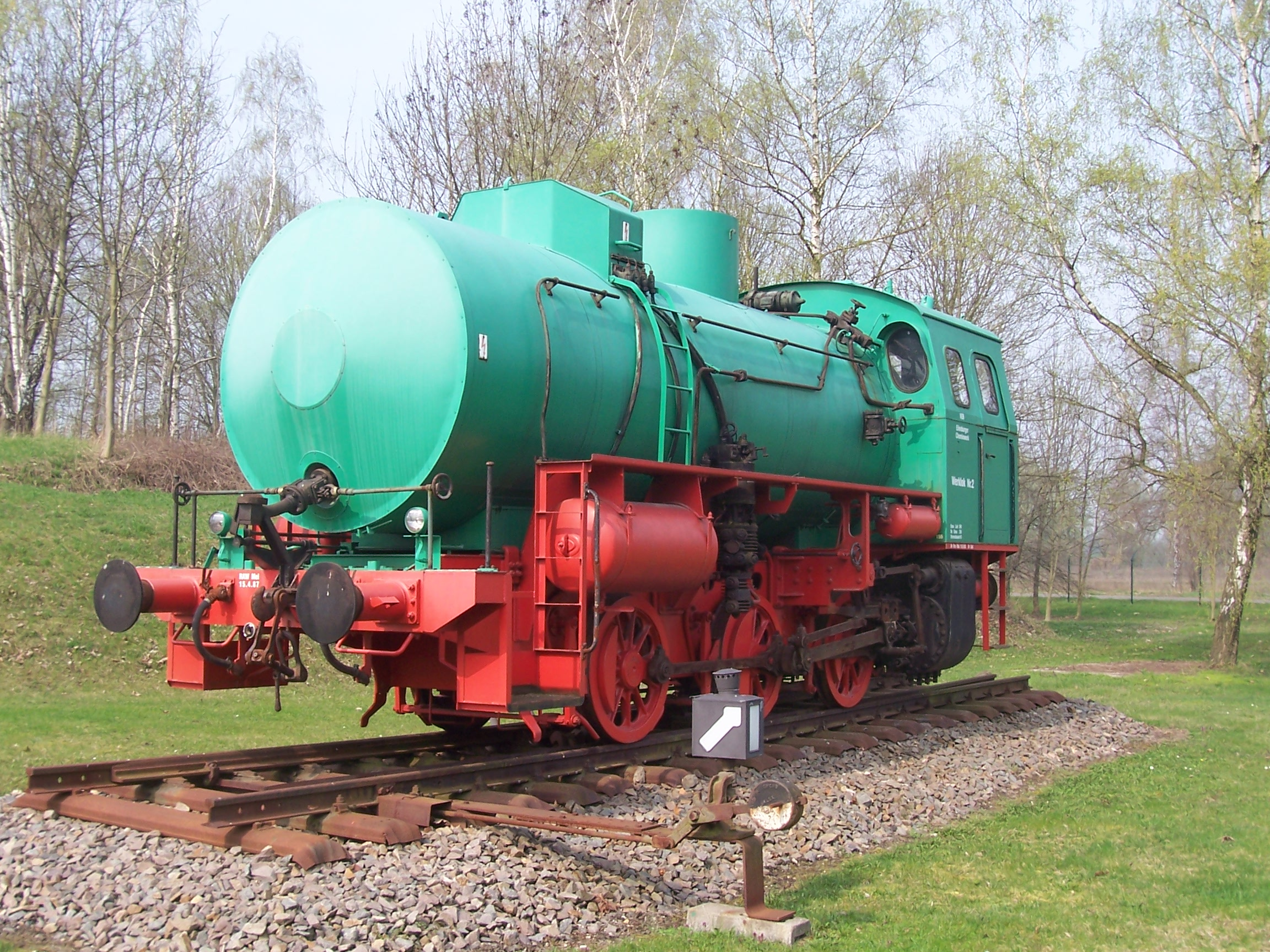
Dampfspeicherlok als technisches Denkmal auf dem ehemaligen Werksgelände (2007)

Die Ziegelstraße, die damals Teil der Fernverkehrsstraße 87 (F 87) war, teilte das Werk in einen Nord- und einen Südteil. Der Rangierbetrieb über die beiden dortigen Bahnübergänge und das Wiegen auf der nahe an der Straße gelegenen Gleiswaage verursachten erhebliche Verkehrsstaus. Als mit der Eröffnung des Containerbahnhofs das Werkbahnnetz Ende der 1970er Jahre seine größte Ausdehnung erreicht hatte, bestanden Planungen, das Netz mit dem des in der Uferstraße gelegenen Dermatoid-Werks  zu verbinden. Dadurch hätte der Werkbahnverkehr teilweise über den Anschluss des Dermatoids abgewickelt werden können. Letztlich kam es nicht zur Umsetzung. Stattdessen war das Dermatoid-Werk ab Mitte der 1980er Jahre als Nebenanschließer mit der Werkbahn des EBAWE verbunden.
1987 wurde mit einer Dampfspeicherlok des Typs FLC 14949 vom Raw Meiningen die letzte Lokomotive der Werksbahn in Betrieb gestellt. Sie war hauptsächlich als Ersatz für die nur eingeschränkt nutzbaren Dieselloks angeschafft worden. Die Lok mit der Nummer 2 ist heute als technisches Denkmal auf dem ehemaligen Werksgelände ausgestellt. Nach der Wiedervereinigung und der Umstellung auf die Marktwirtschaft wurden nach und nach die einzelnen Betriebsteile geschlossen. Damit nahm auch der Werkbahnverkehr ab. 1994 begann die Demontage nicht mehr genutzter Gebäude und Anlagen. Die letzten Aufträge der Werkbahn bestanden in der Beförderung von Schutt- und Schrottzügen. Am 16. Dezember 1998 endete der Verkehr nach 106 Betriebsjahren. Die offizielle Betriebseinstellung erfolgte zum 31. Dezember 1998. Bis ins Jahr 2000 wurden die verbliebenen Lokomotiven und Wagen abgezogen und gingen in den Bestand privater Eisenbahnunternehmen über oder wurden verschrottet. Bis auf Reste des Übergabebahnhofs wurden alle Anlagen der Werkbahn abgebaut und abgerissen.

## Fahrzeuge

### Normalspur
Die Werkbahn der DCF bzw. des ECW führte im Laufe ihrer Geschichte mindestens zwölf normalspurige Lokomotiven, davon sieben Dampfspeicherlokomotiven, vier Dieselkleinlokomotiven sowie eine oder zwei Dampflokomotiven. Erhalten geblieben sind die Werkloks 1 (Bj. 1980), 2 (Bj. 1987), 3 (Bj. 1969) und 4 (Bj. 1965) sowie die umgebaute Gmeinder (Bj. 1942). Nur von elf Maschinen sind die Fahrzeugdaten bekannt.
| Nr. | Bauart | Hersteller    | Baujahr | Fabriknummer | Betriebsdaten                                                                                           | Verbleib | Foto |
| --- | ------ | ------------- | ------- | ------------ | --- | --- | ---- |
| 2   | Cfl    | Henschel      | 1914    | 13033        | 1956 von der Filmfabrik Wolfen übernommen 1981 ausgemustert                                             | verschrottet                                                                                                  |      |
| ?   | Bfl    | Hanomag       | 1916    | 7803         | neu geliefert an die DCF                                                                                | unbekannt |      |
| 1   | Cfl    | Henschel      | 1922    | 19232        | von der Filmfabrik Wolfen übernommen 1969 ausgemustert                                                  | verschrottet                                                                                                  |      |
| 3   | Bde    | Henschel      | 1936    | 23150        | neu geliefert an die DCF                                                                                | unbekannt |      |
| 4   | Bdm    | Gmeinder      | 1942    | 3821         | neu geliefert an die DCF um 1969 Umbau zum Gerätewagen                                                  | 2000 an Museumseisenbahn Finsterwalde e. V.                                                                   |      |
| ?   | Cfl    | ME            | 1944    | 4694         | neu geliefert an die DCF um 1957 an Filmfabrik Wolfen abgegeben, dort in den 1970er Jahren ausgemustert | verschrottet                                                                                                  |      |
| 5   | Cfl    | LKM           | 1961    | 146663       | neu geliefert an das ECW um 1992 ausgemustert                                                           | verschrottet 1995                                                                                             |      |
| 4   | Bdh    | LKM           | 1965    | 261456       | neu geliefert an das ECW um 1994 ausgemustert                                                           | 1994 an IG Nordsächsisch-Mitteldeutsche Eisenbahnfreunde, Merseburg                                           |      |
| 3   | Cfl    | LKM           | 1969    | 219182       | neu geliefert an das ECW um 1994 ausgemustert                                                           | 1994 an Freunde der Eisenbahn Torgau                                                                          |      |
| 1   | Ddh    | LEW           | 1980    | 16964        | neu geliefert an das ECW um 1998 ausgemustert                                                           | 1999 an MaLoWa Bahnwerkstatt GmbH                                                                             |      |
| 2   | Cfl    | RAW Meiningen | 1987    | 03155        | neu geliefert an das ECW um 1998 ausgemustert                                                           | 2000 an Freunde der Eisenbahn Torgau 2002 aufgestellt als technisches Denkmal auf dem ehemaligen Werksgelände |      |

### Schmalspur

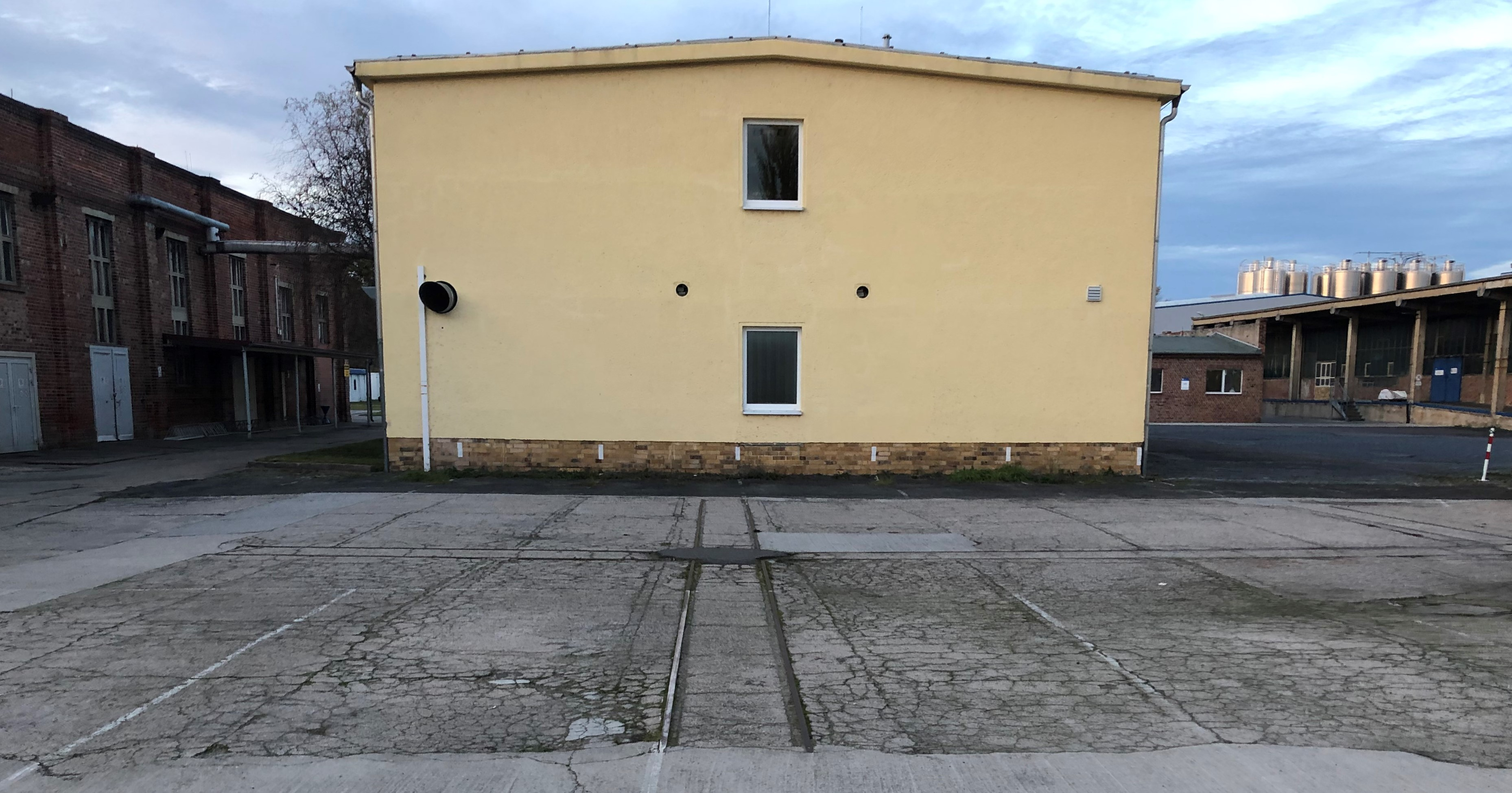
Reste der Schmalspurbahn sind heute noch auf dem Stammwerksgelände zu finden. (Aufnahme 2020)

Über das Schmalspurnetz der ECW-Werkbahn ist wenig bekannt. So gibt es keine Klarheit darüber, welche Ausdehnung es hatte und wie lange es betrieben wurde. Bekannt sind zwei Lokomotiven von Orenstein & Koppel, die 1915 an die DCF ausgeliefert wurden, was womöglich das Jahr der Betriebsaufnahme markiert. Reste der Schmalspurbahn sind auf dem Gelände des Nachfolgeunternehmens Polyplast Compound Werk erhalten (Stand 2020). Es ist der älteste Teil des Chemiewerkes nördlich der heutigen Straße Am alten Celluloidwerk.
| Bauart | Hersteller | Baujahr | Fabriknummer | Betriebsdaten            | Verbleib  |
| ------ | ---------- | ------- | ------------ | ------------------------ | --------- |
| Bn2t   | O&K        | 1915    | 7337         | neu geliefert an die DCF | unbekannt |
| Bn2t   | O&K        | 1915    | 7338         | neu geliefert an die DCF | unbekannt |

## Betriebsstellen

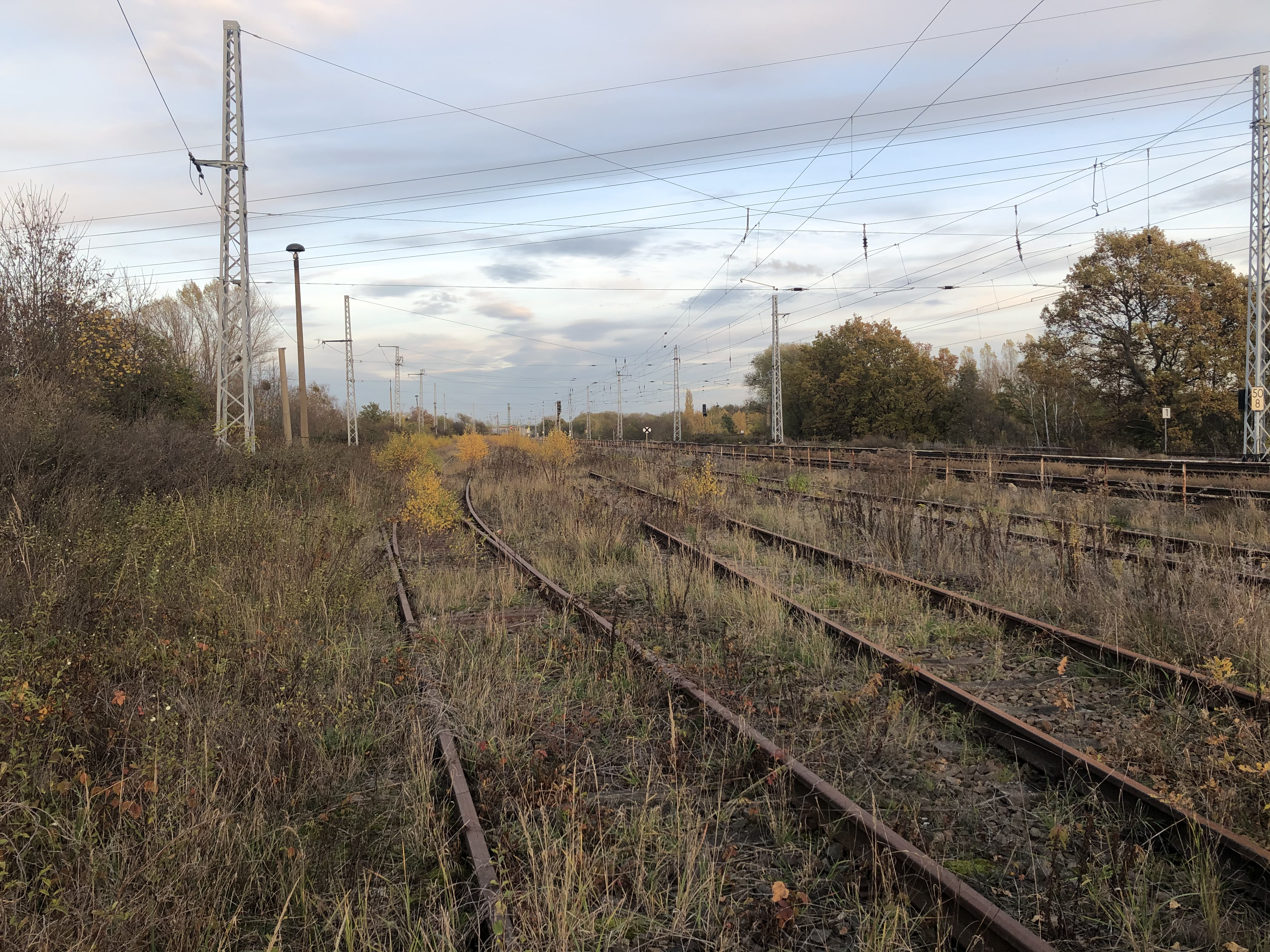
Die Gleise des Übergabebahnhofs (Aufnahme 2020)
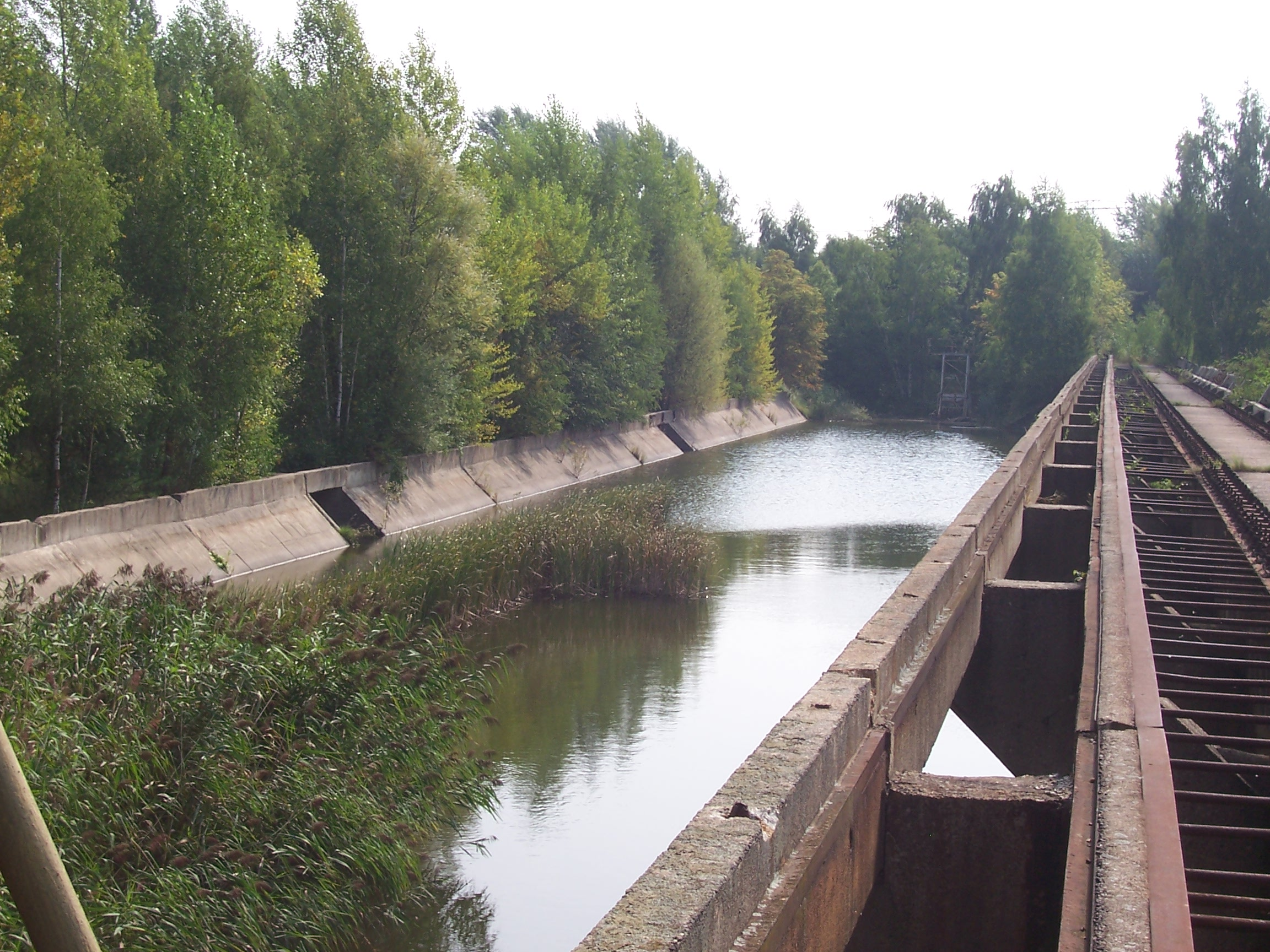
Der Kohlebunker und die Entladebrücke kurz vor ihrem Abriss (Aufnahme 2007)
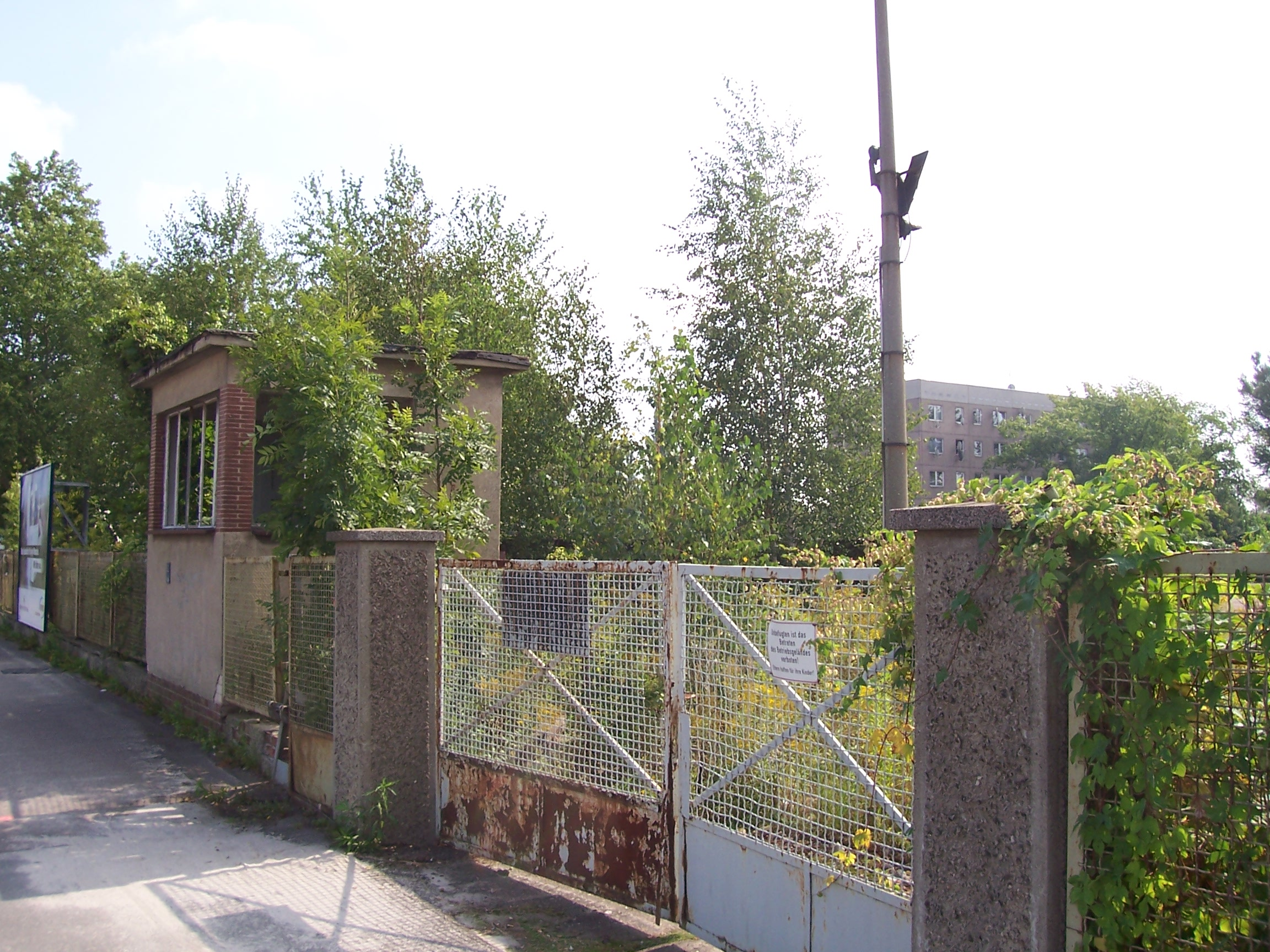
Das Schrankenwärterhaus als Überbleibsel des östlichen Bahnübergangs. Direkt hinter dem Tor befand sich der Betriebsbahnhof. (Aufnahme 2007)

Übergabebahnhof ⊙
Die Anschlussbahn der DCF (bzw. des ECW) stieß zwischen den Bahnhöfen Eilenburg und Eilenburg Ost auf die Bahnstrecke Pretzsch–Eilenburg. Auf Höhe des Anschlusses entstand mit dem Abzweig der Bahnstrecke Wurzen–Eilenburg von der parallel verlaufenden Bahnstrecke Halle–Cottbus bis 1927 das Stellwerk Aw. Spätestens zu dieser Zeit entstand auch der Übergabebahnhof der DCF. Er bestand aus einer viergleisigen Gleisharfe (Gleise A1 bis A4) und zwei nach Osten verlaufenden Ausziehgleisen. Die Gleise A1 bis A4 hatten eine Länge zwischen 215 und 327 Metern. Von dem nördlichen der vier Gleise zweigte der östliche der beiden zum Werk führenden Schienenstränge (Gleis 5) ab. Er wurde in den 1960er Jahren im Zuge des Baues des neuen Kraftwerkes (südlich der Ziegelstraße) und der Kohleentladestelle errichtet. Vom Stammgleis des Übergabebahnhofs gab es sowohl die Verbindung zur Strecke Pretzsch–Eilenburg Richtung Bahnhof Eilenburg als auch in seiner Verlängerung das westliche zum Werk führende Gleis (Gleis 2), das in einem Bogen westlich vom Wasserwerk verlief. Das Stellwerk Aw, dem die Betriebsabläufe auf dem Übergabebahnhof unterstanden, befand sich in Keillage zwischen dem Strecken- und dem Gleis 2 des Werkes.
Die Anlagen des Übergabebahnhofs sind die letzten verbliebenen Reste der ECW-Werkbahn. Die beiden zum Werk führenden Trassen wurden bis 2008 vollständig abgebaut. Auch die Verbindung zum Streckengleis wurde mittlerweile ausgebaut, womit die Gleise vom Netz getrennt sind. Das Stellwerk Aw ist bis heute in Betrieb. Ein in der Kastanienallee gelegener Bahnübergang über die Hauptbahn wurde um 2008 geschlossen, nachdem die Schranke bereits nur bei Bedarf geöffnet worden war.
Kohleentladestelle ⊙
Ursprünglich erfolgte die Entladung der Kohlewaggons südlich der Ziegelstraße im sogenannten Kippturm. Dort wurden die Wagen fixiert und gedreht, bis die Kohle aus ihnen herausfiel. Von dort wurde die Kohle mit einer Bandanlage über die Ziegelstraße hinweg zum Heizhaus transportiert. Da eine Reaktivierung der alten Kohlebandanlage nach 1945 nicht möglich war, wurde ein drittes, die F 87 querendes Gleis errichtet, auf dem die Kohle bis in die 1950er Jahre hinein zum Heizhaus angeliefert wurde. Mit der Inbetriebnahme des neuen Mitteldruckkraftwerks auf dem südlich der F 87 gelegenen Werksgelände im Jahr 1957 musste eine neue Methode zur Kohlezuführung gefunden werden.
So entstand 1964 in der Kastanienallee auf Höhe des ehemaligen Serum-Werkes im Zuge des Werkgleises 5 (östliches vom Übergabebahnhof zum Werk führendes Gleis) eine neue Entladestelle für aus Selbstentladewagen gebildete Kohle-Ganzzüge. Die entladene Rohbraunkohle fiel in einen Grabenbunker mit schrägen Prallwänden. Mit der Stilllegung des Kraftwerks in den 1990er Jahren wurde auch der Kohlebunker nicht mehr gebraucht. Etwa 2007 wurden die Schienen auf der Entladebrücke entfernt, ein Jahr später erfolgte der Rückbau der gesamten Anlage. Das Gelände wurde renaturiert. Eine Teilfläche ist von der Stadt als Hundewiese ausgewiesen.
Betriebsbahnhof ⊙
Der Betriebsbahnhof stand unmittelbar südlich der Ziegelstraße auf Höhe des östlichen Bahnübergangs. Eingerichtet wurde er vermutlich im Zusammenhang mit Übernahme der Betriebsführung durch das Unternehmen im Jahr 1917. Die wachsenden Aufgaben der Werkbahn erforderten Mitte der 1930er Jahre eine Erweiterung der Kapazitäten. Der Werkslokschuppen hatte seitdem vier Stände. Neben dem Lokschuppen gab es im Betriebsbahnhof drei Gleise (Gleise 4 bis 6) sowie zwei Stumpfgleise (6a und 6b).
Nachdem die Werkbahn ihren Betrieb 1998 eingestellt hatte, waren im Betriebsbahnhof noch bis mindestens in das Jahr 2000 einzelne Loks und Wagen abgestellt, darunter auch die Werklok 2, die heute als technisches Denkmal an die Geschichte der Werkbahn erinnert. Nachdem der Betriebsbahnhof geschlossen worden war, wurden die Bahnübergänge über die B 87 abgebaut. Im Jahr 2007 waren von dem östlichen Bahnübergang nur mehr das Schrankenwärterhaus und ein Schrankenstumpf verblieben. Zu dieser Zeit war der Betriebsbahnhof bereits vollständig abgebaut worden. Die Reste der Schrankenanlage verschwanden um das Jahr 2008. Von der gesamten Bahnhofsanlage ist heute nichts mehr zu sehen. Das Gelände liegt brach und soll möglicherweise als Einzelhandelsstandort wiederbelebt werden.
Containerbahnhof ⊙
Nachdem sich im internationalen Warenverkehr allmählich der ISO-Container durchsetzen konnte, entstand in der zweiten Hälfte der 1970er Jahre im ECW ein Containerbahnhof. Er lag im Nordosten des Werksgeländes auf Höhe der Straße Steinaue und bestand aus einem Lade- und einem Umfahrungsgleis. Eine Straßenanbindung gab es nicht. Die Container wurden mit einem Mobildrehkran 404 verladen, den Transport der einzelnen Container übernahm ein Schlepper vom Typ Fortschritt ZT 300 mit einem entsprechenden Anhänger. Auch eine Flutlichtanlage war vorhanden. Mit dem Containerbahnhof hatte das Werkbahnnetz seine größte Ausdehnung erreicht. Die angedachte Verlängerung zur Anschlussbahn des nahegelegenen Dermatoid-Werks wurde nicht verwirklicht.
Der Containerbahnhof wurde 1999 als eine der ersten Anlagen der Werkbahn abgerissen. Hier entstand der Neubau der Ernst-Mey-Straße als Umgehungsstraße zur Entlastung des Stadtteils Eilenburg-Ost. Heute erinnert nichts mehr an diese Anlage.

## Personal
Die Werkbahn wurde zu DDR-Zeiten im durchgängigen Dreischichtsystem besetzt. Die Besatzung einer Schicht bestand aus einem Schichtleiter, zwei Lokomotivführern, zwei Rangierleitern und einem Schrankenwärter. Dazu kamen im Tagschichtbetrieb noch der Anschlussbahnleiter, der Meister, zwei Lokschlosser und eine etwa fünf Mann starke Gleisbaubrigade.

## Kulturdenkmal

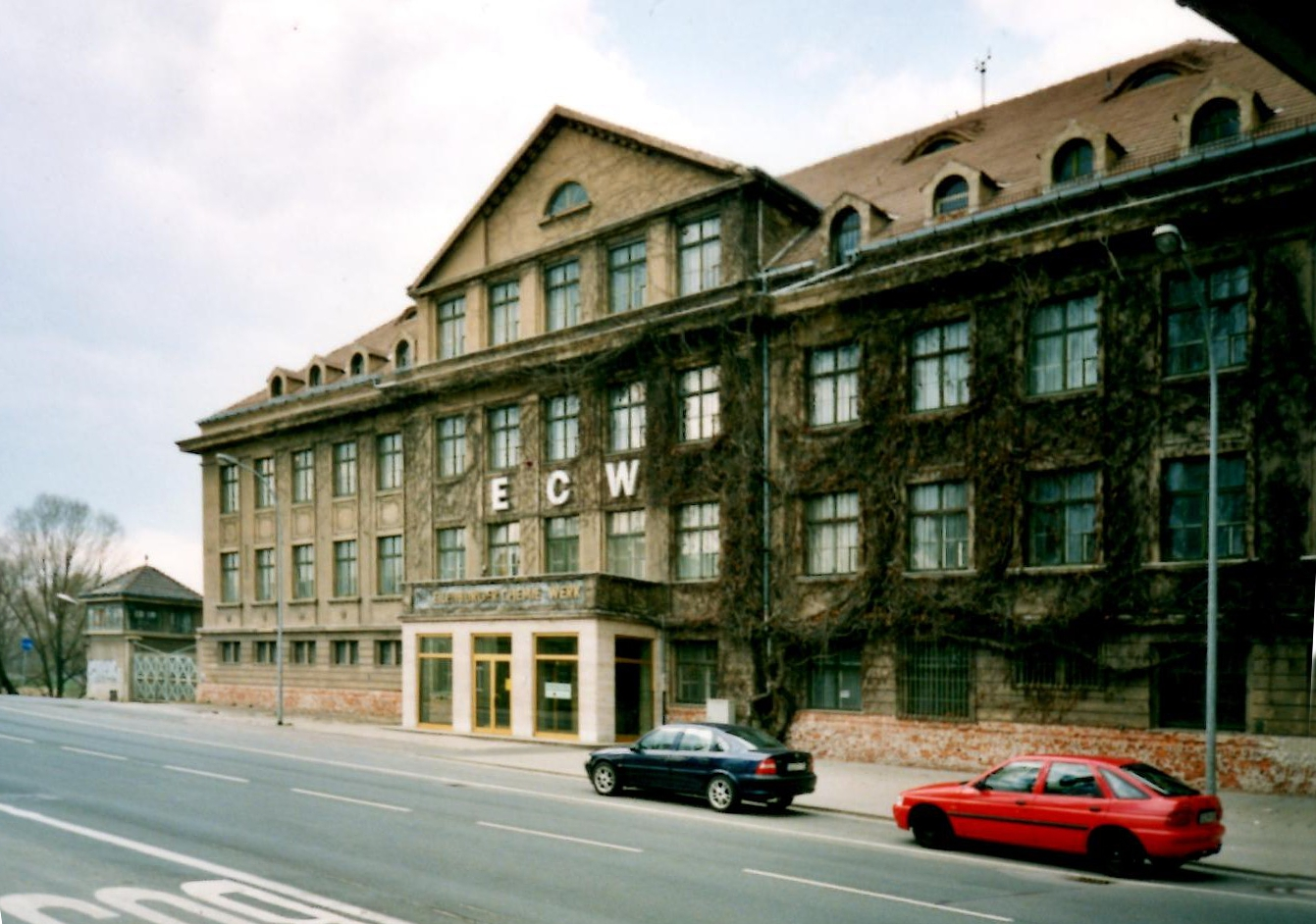
Das denkmalgeschützte Schrankenwärterhaus links vom Verwaltungsgebäude wurde etwa 2007 abgerissen. (Aufnahme 2004)

Mit dem Schrankenwärterhaus des westlichen Bahnübergangs über die Ziegelstraße links vom Verwaltungsgebäude hatte die Werkbahn auch ein denkmalgeschütztes Gebäude. Es war ein zweigeschossiger Putzbau mit im Obergeschoss fast geschlossener umlaufender Fensterfront, einer kräftigen Sohlbank und einem Pyramidendach mit einer Kugel als Abschluss. Das Haus stammte aus der Zeit um 1915 und wurde damit wohl zeitgleich mit dem benachbarten Verwaltungsgebäude errichtet. Trotz Denkmalschutz wurde es 2007 abgebrochen. Der östliche Pfeiler der Toreinfahrt ist noch vorhanden.